# Nowa Wieś (Siemiątkowo)
Pour les articles homonymes, voir Nowa Wieś.
Nowa Wieś (prononciation : [ˈnɔva ˈvjɛɕ]) est un village polonais de la gmina de Siemiątkowo dans le powiat de Żuromin de la voïvodie de Mazovie dans le centre-est de la Pologne.
Il se situe à environ 4 kilomètres au nord-ouest de Siemiątkowo (siège de la gmina), 19 kilomètres au sud de Żuromin (siège du powiat) et à 103 kilomètres au nord-ouest de Varsovie (capitale de la Pologne).
Le village compte une population d'environ 230 habitants en 2006.

## Histoire
De 1975 à 1998, le village appartenait administrativement à la voïvodie de Ciechanów.